# Cité des mémoires étudiantes
La Cité des mémoires étudiantes est une structure visant à conserver les archives des organisations étudiantes françaises.
Ce projet s'inscrit dans la continuité du travail réalisé par le Groupe d'études et de recherche sur les mouvements étudiants (GERME).
La Cité des mémoires étudiantes reverse ensuite ses archives aux Archives nationales et sont conservées sous la cote 203 AS.